# Rainardo
Rainardo  è un nome proprio di persona italiano maschile.

## Varianti
- Maschili: Reinardo

### Varianti in altre lingue
- Catalano: Reinard[3]
- Francese: Renard[4][5]
  - Francese antico: Rainard[2], Reynard[2]
- Frisone: Reindert[4]
- Germanico: Raginhard[4][1][2], Reginhart[5], Rainhard[1][2], Reinhard[4], Rainard[4]
- Inglese: Reynard[4][5], Raynard[4]
- Lettone: Renārs[4]
- Spagnolo: Reinardo[3]
- Tedesco: Reinhard[2][4][5], Reinhardt[4]

## Origine e diffusione
Continua il francone Raginhard e poi Rainhard, composto da ragin, "consiglio" (sottinteso, anche "consiglio divino") e hard, "forte", "coraggioso", "valoroso"; il significato viene interpretato in vari modi, fra cui "consiglio del forte", "ardito nell'assemblea" o anche "valoroso per volere degli dei". Entrambi gli elementi sono piuttosto comuni nei nomi germanici: il primo si ritrova anche in Rinaldo, Raniero, Raimondo e Rembrandt, il secondo in Eberardo, Eccardo, Adalardo, Gebardo e vari altri.
Il nome era diffuso in Francia nella forma Renard; nelle fiabe medievali del Roman de Renart questo nome era portato da una volpe, e così in lingua francese renard è diventato il nome della volpe (sostituendo il precedente termine goupil). Dalla Francia giunse in Italia, principalmente per vie letterarie, nella forma Rainardo, che godette di un certo uso solo durante il Medioevo e oggi ha ben scarso utilizzo (fa eccezione l'Alto Adige dove è comune nella sua forma tedesca). Sempre dalla Francia, tramite i normanni, venne introdotto in Inghilterra nella forma Reinard, ma anche in questo caso il nome non ebbe mai ampia diffusione.
Il nome è spesso associato a Rinaldo, simile per etimologia e storia onomastica.

## Onomastico
L'onomastico può essere festeggiato in memoria di vari santi che portavano questo nome o le sue varianti, commemorati alle date seguenti:
- 7 marzo o 9 marzo, beato Rainardo, monaco a Helmarshausen (Bad Karlshafen) e poi primo abate di Reinhausen (Gleichen)[2][6][7]
- 24 maggio o 25 maggio, san Reginardo, monaco a San Bertino, martirizzato nell'861-62 da invasori danesi (o normanni)[2][8][9]
- 4 novembre, san Reginardo, abate di Michaelsberg[10]
- 5 dicembre, san Reginardo, vescovo di Liegi[11]

## Persone

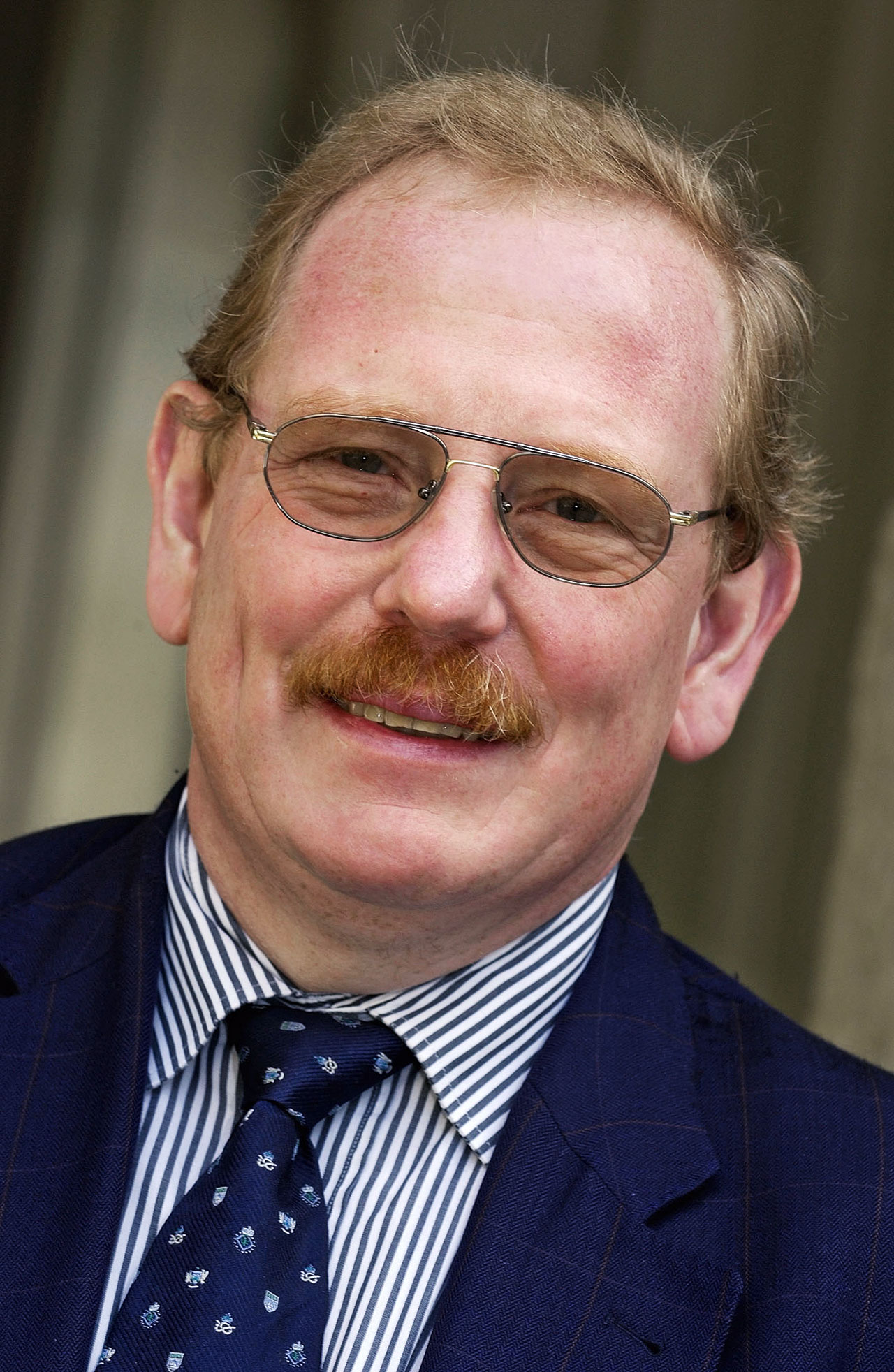
Reinhard Genzel

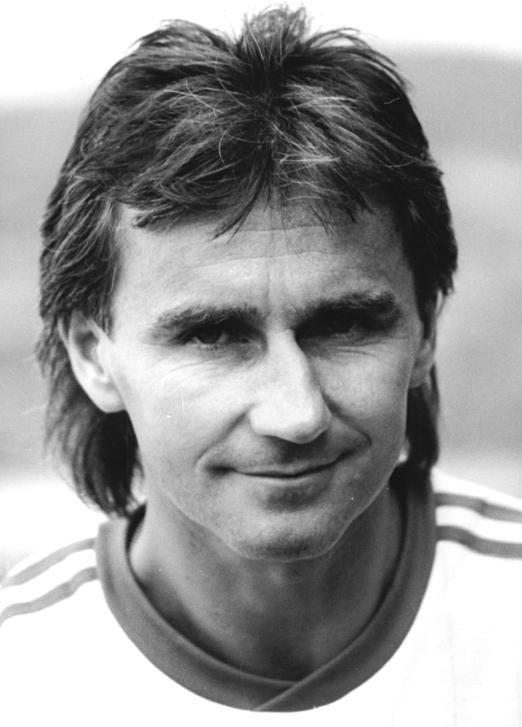
Reinhard Häfner

### Variante Reinardo
- Reinardo I di Hanau, signore di Hanau
- Reinardo II di Hanau, signore e conte di Hanau
- Reinardo III di Hanau, conte di Hanau
- Reinardo IV di Hanau-Münzenberg, conte di Hanau-Münzenberg

### Variante Reinhard
- Reinhard Bendix, sociologo tedesco
- Reinhard Bonnke, predicatore tedesco
- Reinhard Gehlen, generale tedesco
- Reinhard Genzel, astrofisico tedesco
- Reinhard Häfner, calciatore e allenatore di calcio tedesco
- Reinhard Heydrich, militare tedesco
- Reinhard Keiser, musicista e compositore tedesco
- Reinhard Kolldehoff, attore tedesco
- Reinhard Lakomy, cantante, compositore e pianista tedesco
- Reinhard Lauck, calciatore tedesco
- Reinhard Marx, cardinale e arcivescovo cattolico tedesco
- Reinhard Scheer, ammiraglio tedesco
- Reinhard Selten, economista ed esperantista tedesco
- Reinhard Tritscher, sciatore alpino austriaco
- Reinhard von Koenig-Fachsenfeld, designer tedesco